# BBC Studios Nordic Productions
BBC Studios Nordic Productions A/S, frem til 2023 under navnet STV Production, er et britiskejet dansk TV-produktionsselskab. Firmaet beskæftiger sig med at udvikle og producere danske tv-programmer til de landsdækkende tv-stationer. Blandt selskabets største succes er: Sporløs til DR1 (1998 - stadig i produktion), TV 2 Vejret til TV 2/Danmark (1994-2013), Danmarks Indsamling til DR1 (2007 - stadig i produktion), TopModel til SBS Kanal 4 (2009 - 2010).
BBC Studios Nordic Productions har også afdelinger i Sverige og Norge.

## Historie
Selskabet blev stiftet i 1987 som en udbryder af et lille fynsk reklamebureau. En del af firmaets første produktioner var corporate video til f.eks. Silvan og EL Branchenyt. Med tilkomsten af TV 2-regionerne, fik selskabet for alvor fat i tv-markedet, og serien "Det Spøger" blev en af STV's første store succes med mere end 50 afsnit.
I dag har BBC Studios Nordic kontorer i København og Odense, og var indtil det største uafhængige produktionsselskab i Danmark.
I 2023 blev STV solgt til Britiske BBC af STV's grundlægger og ejer, Rene Szczyrbak, der efter overtagelsen stoppede som formand. Dog beholder resten af medarbejderne deres stillinger hos det nye BBC Studios Nordic.

## Produktioner
| Titel               | Broadcaster            | Produktionsstart | Produktionsstop | Antal episoder |
| ------------------- | ---------------------- | ---------------- | --------------- | -------------- |
| Sporløs             | DR1                    | 1998             | -               | 100+           |
| TV 2 Vejret         | TV 2/Danmark           | 1994             | 2013            | 50.000+        |
| Danmarks Indsamling | DR1                    | 2007             | -               | 8              |
| Roskilde Festival   | Roskilde Festival mfl. | 1996             | 2014            | 19             |
| Godt Begyndt        | TV 2/Danmark           | 1995             | 2000            | 100+           |

## Ledelse og ejerforhold
BBC Studios Nordics formand hedder i dag Jan Salling, men frem til overtagelsen af BBC, var STV ejet af stifteren René Szczyrbak, der også var virksomhedens administrerende direktør. Endvidere ledes selskabet af økonomidirektør Kent Petersen, programdirektør Maria Thastum og produktionschef Jens Villebro.